# Amphorina linensis
Amphorina linensis is een slakkensoort uit de familie van de knuppelslakken (Eubranchidae). De wetenschappelijke naam van de soort werd in 1990 voor het eerst geldig gepubliceerd door Garcia-Gomez, Cervera & Garcia.